# Lista siturilor arheologice din județul Caraș-Severin - V
Lista siturilor arheologice din județul Caraș-Severin - V conține toate siturile arheologice din județul Caraș-Severin înscrise în Repertoriul Arheologic Național (RAN) și aflate în localități al căror nume începe cu litera V. RAN este administrat de Ministerul Culturii și Patrimoniului Național și cuprinde date științifice, cartografice, topografice, imagini și planuri, precum și orice alte informații privitoare la zonele cu potențial arheologic, studiate sau nu, încă existente sau dispărute.
Puteți căuta un sit din localitățile care încep cu litera V folosind formularul de mai jos sau puteți naviga prin toate siturile din județ la Lista siturilor arheologice din județul Caraș-Severin.
| Cod RAN                                  | Denumire | Localitate                             | Adresă               | Datare                     | Descoperit | Coordonate                                    | Imagine           | Erori            |
| ---------------------------------------- | --- | -------------------------------------- | -------------------- | -------------------------- | ---------- | --------------------------------------------- | ----------------- | ---------------- |
| 51742.01.01 (Cod LMI: CS-I-m-B-10890.02) | Situl arheologic de la Valea Timișului - "Rovina" / ansamblu anonim (Categorie: locuire civilă) (Tip: Așezare)                                | sat Valea Timișului, comuna Buchin     | Rovina               | Tiszapolgár                |            |                                               | Încărcați imagine | Raportați eroare |
| 51742.01.02 (Cod LMI: CS-I-m-B-10890.03) | Situl arheologic de la Valea Timișului - "Rovina" / ansamblu anonim (Categorie: locuire civilă) (Tip: Așezare)                                | sat Valea Timișului, comuna Buchin     | Rovina               | Balta Sărată               |            |                                               | Încărcați imagine | Raportați eroare |
| 51742.01.03 (Cod LMI: CS-I-m-B-10890.01) | Situl arheologic de la Valea Timișului - "Rovina" / ansamblu anonim (Categorie: locuire civilă) (Tip: Așezare)                                | sat Valea Timișului, comuna Buchin     | Rovina               | Basarabi                   |            |                                               | Încărcați imagine | Raportați eroare |
| 51797.01.01 (Cod LMI: CS-I-s-B-10891)    | Așezarea romană de la Vălișoara - Șes / ansamblu anonim (Categorie: locuire civilă) (Tip: Așezare)                                            | sat Vălișoara, comuna Bucoșnița        | Șes                  | romană sec. II - III       |            |                                               | Încărcați imagine | Raportați eroare |
| 54519.01.01 (Cod LMI: CS-I-m-A-10892.02) | Castrul roman de la Vărădia - "Pusta/Rovina" / ansamblu anonim (Categorie: locuire militară) (Tip: Castru)                                    | sat Vărădia, comuna Vărădia            | Pustă/Rovina         | romană sec. II - III       | cca. 1900  | 45°05′10″N 21°32′55″E / 45.08611°N 21.54861°E | Încărcați imagine | Raportați eroare |
| 54519.01.01 (Cod LMI: CS-I-m-A-10892.02) | Castrul roman de la Vărădia - "Pusta/Rovina" / complex porta principalis sinistra (Categorie: locuire militară) (Tip: fortificație de piatră) | sat Vărădia, comuna Vărădia            | Pustă/Rovina         |                            | cca. 1900  | 45°05′10″N 21°32′55″E / 45.08611°N 21.54861°E | Încărcați imagine | Raportați eroare |
| 54519.01.02 (Cod LMI: CS-I-m-A-10892.01) | Castrul roman de la Vărădia - "Pusta/Rovina" / ansamblu anonim (Categorie: locuire militară) (Tip: Așezare)                                   | sat Vărădia, comuna Vărădia            | Pustă/Rovina         | romană sec. II - III       | cca. 1900  | 45°05′10″N 21°32′55″E / 45.08611°N 21.54861°E | Încărcați imagine | Raportați eroare |
| 54519.03.01 (Cod LMI: CS-I-s-B-10894)    | Așezarea Latene de la Vărădia - "Poiana Flămânda" / ansamblu anonim (Categorie: locuire civilă) (Tip: Așezare fortificată)                    | sat Vărădia, comuna Vărădia            | Poiana Flămânda      | geto-dacică                |            |                                               | Încărcați imagine | Raportați eroare |
| 54671.01.01 (Cod LMI: CS-I-m-B-10895.01) | Castrul roman de la Voislova / ansamblu anonim (Categorie: locuire militară) (Tip: Castru)                                                    | sat Voislova, comuna Zăvoi             |                      | romană sec. II - III       |            |                                               | Încărcați imagine | Raportați eroare |
| 54671.01.02 (Cod LMI: CS-I-m-B-10895.02) | Castrul roman de la Voislova / ansamblu anonim (Categorie: locuire militară) (Tip: Așezare)                                                   | sat Voislova, comuna Zăvoi             |                      | romană sec. II - III       |            |                                               | Încărcați imagine | Raportați eroare |
| 54582.01.01 (Cod LMI: CS-I-m-B-10896.04) | Situl arheologic de la Vrani - "Dâmbul Morișchii" / ansamblu anonim (Categorie: locuire civilă) (Tip: Așezare)                                | sat Vrani, comuna Vrani                | Dâmbul Morișchii     |                            |            |                                               | Încărcați imagine | Raportați eroare |
| 54582.01.02 (Cod LMI: CS-I-m-B-10896.05) | Situl arheologic de la Vrani - "Dâmbul Morișchii" / ansamblu anonim (Categorie: locuire civilă) (Tip: Necropolă de incinerație)               | sat Vrani, comuna Vrani                | Dâmbul Morișchii     |                            |            |                                               | Încărcați imagine | Raportați eroare |
| 54582.01.03 (Cod LMI: CS-I-s-B-10896)    | Situl arheologic de la Vrani - "Dâmbul Morișchii" / ansamblu anonim (Categorie: locuire civilă) (Tip: Așezare)                                | sat Vrani, comuna Vrani                | Dâmbul Morișchii     |                            |            |                                               | Încărcați imagine | Raportați eroare |
| 54582.01.04 (Cod LMI: CS-I-s-B-10896)    | Situl arheologic de la Vrani - "Dâmbul Morișchii" / ansamblu anonim (Categorie: locuire civilă) (Tip: Așezare)                                | sat Vrani, comuna Vrani                | Dâmbul Morișchii     | geto-dacică                |            |                                               | Încărcați imagine | Raportați eroare |
| 54582.01.05 (Cod LMI: CS-I-s-B-10896)    | Situl arheologic de la Vrani - "Dâmbul Morișchii" / ansamblu anonim (Categorie: locuire civilă) (Tip: Necropolă)                              | sat Vrani, comuna Vrani                | Dâmbul Morișchii     | geto-dacică                |            |                                               | Încărcați imagine | Raportați eroare |
| 54582.01.06 (Cod LMI: CS-I-s-B-10896)    | Situl arheologic de la Vrani - "Dâmbul Morișchii" / ansamblu anonim (Categorie: locuire civilă) (Tip: Așezare)                                | sat Vrani, comuna Vrani                | Dâmbul Morișchii     | sec. III - IV              |            |                                               | Încărcați imagine | Raportați eroare |
| 54582.01.07 (Cod LMI: CS-I-s-B-10896)    | Situl arheologic de la Vrani - "Dâmbul Morișchii" / ansamblu anonim (Categorie: locuire civilă) (Tip: Necropolă)                              | sat Vrani, comuna Vrani                | Dâmbul Morișchii     | sec. III - IV              |            |                                               | Încărcați imagine | Raportați eroare |
| 54582.01.08 (Cod LMI: CS-I-m-B-10896.01) | Situl arheologic de la Vrani - "Dâmbul Morișchii" / ansamblu anonim (Categorie: locuire civilă) (Tip: Așezare)                                | sat Vrani, comuna Vrani                | Dâmbul Morișchii     | sec. XIII - XIV            |            |                                               | Încărcați imagine | Raportați eroare |
| 54582.01.09 (Cod LMI: CS-I-m-B-10896.02) | Situl arheologic de la Vrani - "Dâmbul Morișchii" / ansamblu anonim (Categorie: locuire civilă) (Tip: Necropolă)                              | sat Vrani, comuna Vrani                | Dâmbul Morișchii     | sec. XIII - XIV            |            |                                               | Încărcați imagine | Raportați eroare |
| 54582.01.10 (Cod LMI: CS-I-m-B-10896.03) | Situl arheologic de la Vrani - "Dâmbul Morișchii" / ansamblu anonim (Categorie: locuire civilă) (Tip: Așezare)                                | sat Vrani, comuna Vrani                | Dâmbul Morișchii     |                            |            |                                               | Încărcați imagine | Raportați eroare |
| 53693.01.01                              | Situl arheologic de la Vrăniuț - "Iagodărie / ansamblu anonim(La Godărie) (Categorie: locuire civilă) (Tip: Așezare)                          | sat Vrăniuț, comuna Răcășdia           | Iagodărie            |                            |            |                                               | Încărcați imagine | Raportați eroare |
| 53693.01.02                              | Situl arheologic de la Vrăniuț - "Iagodărie / ansamblu anonim(La Godărie) (Categorie: locuire civilă) (Tip: Așezare)                          | sat Vrăniuț, comuna Răcășdia           | Iagodărie            | Basarabi                   |            |                                               | Încărcați imagine | Raportați eroare |
| 53693.01.03                              | Situl arheologic de la Vrăniuț - "Iagodărie / ansamblu anonim(La Godărie) (Categorie: locuire civilă) (Tip: Așezare)                          | sat Vrăniuț, comuna Răcășdia           | Iagodărie            | romană sec. IV d. Chr.     |            |                                               | Încărcați imagine | Raportați eroare |
| 53693.01.04                              | Situl arheologic de la Vrăniuț - "Iagodărie / ansamblu anonim(La Godărie) (Categorie: locuire civilă) (Tip: Așezare)                          | sat Vrăniuț, comuna Răcășdia           | Iagodărie            | sec. XII                   |            |                                               | Încărcați imagine | Raportați eroare |
| 53693.02.01                              | Așezarea neolitică de la Vrăniuț / ansamblu anonim (Categorie: locuire civilă) (Tip: Așezare)                                                 | sat Vrăniuț, comuna Răcășdia           |                      |                            |            |                                               | Încărcați imagine | Raportați eroare |
| 53693.03.01                              | Așezarea hallstattiană de la Vrăniuț / ansamblu anonim (Categorie: locuire civilă) (Tip: Așezare)                                             | sat Vrăniuț, comuna Răcășdia           |                      |                            |            |                                               | Încărcați imagine | Raportați eroare |
| 53693.04.01                              | Situl arheologic de la Vrăniuț - "Ulița Popii / ansamblu anonim (Categorie: locuire civilă) (Tip: Așezare)                                    | sat Vrăniuț, comuna Răcășdia           | Ulița Popii          | romană sec. III-IV d. Chr  |            |                                               | Încărcați imagine | Raportați eroare |
| 53693.04.02                              | Situl arheologic de la Vrăniuț - "Ulița Popii / ansamblu anonim (Categorie: locuire civilă) (Tip: Mormânt)                                    | sat Vrăniuț, comuna Răcășdia           | Ulița Popii          | romană                     |            |                                               | Încărcați imagine | Raportați eroare |
| 53693.04.03                              | Situl arheologic de la Vrăniuț - "Ulița Popii / ansamblu anonim (Categorie: locuire civilă) (Tip: Așezare)                                    | sat Vrăniuț, comuna Răcășdia           | Ulița Popii          | sec. XIII-XIV d. Chr       |            |                                               | Încărcați imagine | Raportați eroare |
| 53693.05.01                              | Situl arheologic de la Vrăniuț - "Livezi / ansamblu anonim (Categorie: locuire civilă) (Tip: Așezare)                                         | sat Vrăniuț, comuna Răcășdia           | Livezi               | romană sec. III-IV d. Chr  |            |                                               | Încărcați imagine | Raportați eroare |
| 53693.05.02                              | Situl arheologic de la Vrăniuț - "Livezi / ansamblu anonim (Categorie: locuire civilă) (Tip: Așezare)                                         | sat Vrăniuț, comuna Răcășdia           | Livezi               | daco-romană sec. VIII - IX |            |                                               | Încărcați imagine | Raportați eroare |
| 53693.05.03                              | Situl arheologic de la Vrăniuț - "Livezi / ansamblu anonim (Categorie: locuire civilă) (Tip: Așezare)                                         | sat Vrăniuț, comuna Răcășdia           | Livezi               | sec. XII - XIII            |            |                                               | Încărcați imagine | Raportați eroare |
| 53693.05.04                              | Situl arheologic de la Vrăniuț - "Livezi / ansamblu anonim (Categorie: locuire civilă) (Tip: Necropolă)                                       | sat Vrăniuț, comuna Răcășdia           | Livezi               | sec. XII - XIV             |            |                                               | Încărcați imagine | Raportați eroare |
| 53693.06.01                              | Așezarea daco-romană de la Vrăniuț - Cuibul Stârcului / ansamblu anonim (Categorie: locuire) (Tip: Așezare)                                   | sat Vrăniuț, comuna Răcășdia           | Cuibul Stârcului     |                            |            |                                               | Încărcați imagine | Raportați eroare |
| 53693.07.01                              | Așezarea medievală de la Vrăniuț - Movila Mică / ansamblu anonim (Categorie: neprecizată) (Tip: Așezare)                                      | sat Vrăniuț, comuna Răcășdia           | Movila mică          |                            |            |                                               | Încărcați imagine | Raportați eroare |
| 54582.02.01                              | Situl arheologic la Vrani - "Islaz / ansamblu anonim (Categorie: locuire civilă) (Tip: Așezare)                                               | sat Vrani, comuna Vrani                | Islaz                |                            |            |                                               | Încărcați imagine | Raportați eroare |
| 54582.02.02                              | Situl arheologic la Vrani - "Islaz / ansamblu anonim (Categorie: locuire civilă) (Tip: Așezare)                                               | sat Vrani, comuna Vrani                | Islaz                |                            |            |                                               | Încărcați imagine | Raportați eroare |
| 54582.02.03                              | Situl arheologic la Vrani - "Islaz / ansamblu anonim (Categorie: locuire civilă) (Tip: Locuire)                                               | sat Vrani, comuna Vrani                | Islaz                | secolele III-IV            |            |                                               | Încărcați imagine | Raportați eroare |
| 54671.02.01                              | Situl arheologic de la Voislova / ansamblu anonim (Categorie: locuire militară) (Tip: Construcție de tip statio)                              | sat Voislova, comuna Zăvoi             |                      | romană                     |            |                                               | Încărcați imagine | Raportați eroare |
| 54671.02.02                              | Situl arheologic de la Voislova / ansamblu anonim (Categorie: locuire militară) (Tip: Movilă)                                                 | sat Voislova, comuna Zăvoi             |                      |                            |            |                                               | Încărcați imagine | Raportați eroare |
| 53158.01.01                              | Tezaurul monetar de la Verendin / ansamblu anonim (Categorie: depozit/tezaur) (Tip: tezaur)                                                   | sat Verendin, comuna Luncavița         |                      |                            |            |                                               | Încărcați imagine | Raportați eroare |
| 53158.02.01                              | Cariera de piatră de la Verendin / ansamblu anonim (Categorie: exploatare/carieră) (Tip: Carieră de piatră)                                   | sat Verendin, comuna Luncavița         |                      | romană                     |            |                                               | Încărcați imagine | Raportați eroare |
| 53158.02.02                              | Cariera de piatră de la Verendin / ansamblu anonim (Categorie: exploatare/carieră) (Tip: Carieră de piatră)                                   | sat Verendin, comuna Luncavița         |                      |                            |            |                                               | Încărcați imagine | Raportați eroare |
| 53158.02.03                              | Cariera de piatră de la Verendin / ansamblu anonim (Categorie: exploatare/carieră) (Tip: Carieră de piatră)                                   | sat Verendin, comuna Luncavița         |                      |                            |            |                                               | Încărcați imagine | Raportați eroare |
| 53416.01.01                              | Situl arheologic de la Var- La Dos / ansamblu anonim (Categorie: locuire) (Tip: Așezare)                                                      | sat Var, comuna Obreja                 | La Dos               | Coțofeni                   |            |                                               | Încărcați imagine | Raportați eroare |
| 53416.01.02                              | Situl arheologic de la Var- La Dos / ansamblu anonim (Categorie: locuire) (Tip: Așezare)                                                      | sat Var, comuna Obreja                 | La Dos               | Balta Sărată               |            |                                               | Încărcați imagine | Raportați eroare |
| 53416.01.03                              | Situl arheologic de la Var- La Dos / ansamblu anonim (Categorie: locuire) (Tip: Așezare)                                                      | sat Var, comuna Obreja                 | La Dos               |                            |            |                                               | Încărcați imagine | Raportați eroare |
| 53318.01.01                              | Necropola medievală de la Valea Bolvașnița / ansamblu anonim (Categorie: descoperire funerară) (Tip: necropola)                               | sat Valea Bolvașnița, comuna Mehadia   |                      |                            |            |                                               | Încărcați imagine | Raportați eroare |
| 52847.01.01                              | Așezarea daco-romană de la Valea Mare / ansamblu anonim (Categorie: locuire) (Tip: așezare)                                                   | sat Valea Mare, comuna Fârliug         |                      | daco-romană sec. III-IV    |            |                                               | Încărcați imagine | Raportați eroare |
| 51742.02.01                              | Situl arheologic de la Valea Timișului / ansamblu anonim (Categorie: locuire) (Tip: Așezare)                                                  | sat Valea Timișului, comuna Buchin     |                      | Vinča                      |            |                                               | Încărcați imagine | Raportați eroare |
| 51742.02.02                              | Situl arheologic de la Valea Timișului / ansamblu anonim (Categorie: locuire) (Tip: Așezare)                                                  | sat Valea Timișului, comuna Buchin     |                      | romană                     |            |                                               | Încărcați imagine | Raportați eroare |
| 51742.03.01                              | Așezarea Basarabi de la Valea Timișului- Rât / ansamblu anonim (Categorie: locuire) (Tip: Așezare)                                            | sat Valea Timișului, comuna Buchin     | Rât                  | Basarabi                   |            |                                               | Încărcați imagine | Raportați eroare |
| 53666.02.01                              | Așezarea daco-romană de la Valeapai- Islaz / ansamblu anonim (Categorie: locuire) (Tip: așezare)                                              | sat Valeapai, comuna Ramna             | Islaz                | daco-romană sec. III-IV    |            |                                               | Încărcați imagine | Raportați eroare |
| 51797.02.01                              | Așezarea hallstattiană de la Vălișoara / ansamblu anonim (Categorie: locuire) (Tip: Așezare)                                                  | sat Vălișoara, comuna Bucoșnița        |                      |                            |            |                                               | Încărcați imagine | Raportați eroare |
| 53318.02.01                              | Așezarea eneolitică de la Valea Bolașnița - Izvorul Ungurului / ansamblu anonim (Categorie: locuire) (Tip: Așezare)                           | sat Valea Bolvașnița, comuna Mehadia   | Izvorul Ungurului    |                            |            |                                               | Încărcați imagine | Raportați eroare |
| 53318.03.01                              | Așezarea hallstattiană de la Valea Bolvașnița - Luncă / ansamblu anonim (Categorie: locuire) (Tip: Așezare)                                   | sat Valea Bolvașnița, comuna Mehadia   | Luncă                |                            |            |                                               | Încărcați imagine | Raportați eroare |
| 53318.04.01                              | Necropola medievală de la Valea Bolvașnița / ansamblu anonim (Categorie: descoperire funerară) (Tip: Necropolă)                               | sat Valea Bolvașnița, comuna Mehadia   |                      |                            |            |                                               | Încărcați imagine | Raportați eroare |
| 52847.02.01                              | Spălătoria de aur antică de la Valea Mare / ansamblu anonim (Categorie: construcție) (Tip: spălătorie)                                        | sat Valea Mare, comuna Fârliug         |                      |                            |            |                                               | Încărcați imagine | Raportați eroare |
| 54029.01.01                              | Așezarea medievală de la Valea Sicheviței - Sălașul lui Iedu / ansamblu anonim (Categorie: locuire) (Tip: Așezare)                            | sat Valea Sicheviței, comuna Sichevița | Sălașul lui Iedu     |                            |            |                                               | Încărcați imagine | Raportați eroare |
| 51742.04.01                              | Așezarea hallstattiană de la Valea Timișului - Tăbărâște / ansamblu anonim (Categorie: locuire) (Tip: Așezare)                                | sat Valea Timișului, comuna Buchin     | Tăbărâște            |                            |            |                                               | Încărcați imagine | Raportați eroare |
| 51742.05.01                              | Movilele de epocă necunoscută de la Valea Timișului - La Nemți / ansamblu anonim (Categorie: descoperire funerară) (Tip: movile)              | sat Valea Timișului, comuna Buchin     | La Nemți             |                            |            |                                               | Încărcați imagine | Raportați eroare |
| 51742.06.01                              | Așezarea de epocă romană de la Valea Timișului / ansamblu anonim (Categorie: locuire) (Tip: Așezare)                                          | sat Valea Timișului, comuna Buchin     |                      | sec. II-III                |            |                                               | Încărcați imagine | Raportați eroare |
| 51653.01.01                              | Movilele de epocă necunoscută de la Valeadeni - Gomile / ansamblu anonim (Categorie: descoperire funerară) (Tip: movile)                      | sat Valeadeni, comuna Brebu            | Gomile               |                            |            |                                               | Încărcați imagine | Raportați eroare |
| 53416.02.01                              | Situl arheologic de la Var - În Grădini / ansamblu anonim (Categorie: locuire) (Tip: Așezare)                                                 | sat Var, comuna Obreja                 | În Grădini           |                            |            |                                               | Încărcați imagine | Raportați eroare |
| 53416.02.02                              | Situl arheologic de la Var - În Grădini / ansamblu anonim (Categorie: locuire) (Tip: Așezare)                                                 | sat Var, comuna Obreja                 | În Grădini           |                            |            |                                               | Încărcați imagine | Raportați eroare |
| 53416.03.01                              | Situl arheologic de la Var / ansamblu anonim (Categorie: locuire) (Tip: Așezare)                                                              | sat Var, comuna Obreja                 |                      |                            |            |                                               | Încărcați imagine | Raportați eroare |
| 53416.03.02                              | Situl arheologic de la Var / ansamblu anonim (Categorie: locuire) (Tip: Așezare)                                                              | sat Var, comuna Obreja                 |                      | Coțofeni                   |            |                                               | Încărcați imagine | Raportați eroare |
| 53416.04.01                              | Așezarea hallstattiană de la Var / ansamblu anonim (Categorie: locuire) (Tip: Așezare)                                                        | sat Var, comuna Obreja                 |                      | - B                        |            |                                               | Încărcați imagine | Raportați eroare |
| 53416.05.01                              | Așezarea preistorică de la Var - Dâlmă / ansamblu anonim (Categorie: locuire) (Tip: Așezare)                                                  | sat Var, comuna Obreja                 | Dâlmă                |                            |            |                                               | Încărcați imagine | Raportați eroare |
| 53416.06.01                              | Așezarea preistorică de la Var - Vânile Mari / ansamblu anonim (Categorie: locuire) (Tip: Așezare)                                            | sat Var, comuna Obreja                 | Vânile Mari          |                            |            |                                               | Încărcați imagine | Raportați eroare |
| 53416.07.01                              | Așezarea de epocă antică de la Var - Lângă Grajdurile CAP / ansamblu anonim (Categorie: locuire) (Tip: Așezare)                               | sat Var, comuna Obreja                 | Lângă Grajdurile CAP | sec. V-IV                  |            |                                               | Încărcați imagine | Raportați eroare |
| 53416.08.01                              | Așezarea de epocă dacică de la Var / ansamblu anonim (Categorie: locuire) (Tip: Așezare)                                                      | sat Var, comuna Obreja                 |                      | dacică                     |            |                                               | Încărcați imagine | Raportați eroare |
| 51797.03.01                              | Movila de epocă necunoscută de la Vălișoara / ansamblu anonim (Categorie: descoperire funerară) (Tip: Movilă)                                 | sat Vălișoara, comuna Bucoșnița        |                      |                            |            |                                               | Încărcați imagine | Raportați eroare |
| 54519.06.01                              | Așezarea daco-romană de la Vărădia - Dâmbul Odăii / ansamblu anonim (Categorie: locuire) (Tip: Așezare)                                       | sat Vărădia, comuna Vărădia            | Dâmbul Odăii         | sec. III-IV                |            |                                               | Încărcați imagine | Raportați eroare |
| 54519.07.01                              | Așezarea daco-romană de la Vărădia - Moara lui Imbroane / ansamblu anonim (Categorie: locuire) (Tip: Așezare)                                 | sat Vărădia, comuna Vărădia            | Moara lui Imbroane   | sec. III-IV                |            |                                               | Încărcați imagine | Raportați eroare |
| 54519.08.01                              | Așezarea daco-romană de la Vărădia / ansamblu anonim (Categorie: locuire) (Tip: Așezare)                                                      | sat Vărădia, comuna Vărădia            |                      | sec. III-IV                |            |                                               | Încărcați imagine | Raportați eroare |
| 54519.09.01                              | Așezarea de epocă medievală de la Vărădia / ansamblu anonim (Categorie: locuire) (Tip: Așezare)                                               | sat Vărădia, comuna Vărădia            |                      | sec. VII-IX                |            |                                               | Încărcați imagine | Raportați eroare |
| 51564.01.01                              | Așezarea de epocă romană de la Vârciorova - La Copaci / ansamblu anonim (Categorie: locuire) (Tip: Așezare)                                   | sat Vârciorova, comuna Bolvașnița      | La Copaci            |                            |            |                                               | Încărcați imagine | Raportați eroare |
| 51564.02.01                              | Așezarea de epocă medievală de la Vârciorova / ansamblu anonim (Categorie: locuire) (Tip: Așezare)                                            | sat Vârciorova, comuna Bolvașnița      |                      |                            |            |                                               | Încărcați imagine | Raportați eroare |
| 51564.03.01                              | Așezarea de epocă medievală de la Vârciorova - Seliștea Bahnei / ansamblu anonim (Categorie: locuire) (Tip: Așezare)                          | sat Vârciorova, comuna Bolvașnița      | Seliștea Bahnei      |                            |            |                                               | Încărcați imagine | Raportați eroare |
| 51564.04.01                              | Vatra medievală de la Vârciorova - Seliștea Țarovăț / ansamblu anonim (Categorie: locuire) (Tip: vatră)                                       | sat Vârciorova, comuna Bolvașnița      | Seliștea Țarovăț     |                            |            |                                               | Încărcați imagine | Raportați eroare |
| 51564.05.01                              | Movilele de pământ de la Vârciorova / ansamblu anonim (Categorie: descoperire funerară) (Tip: movile)                                         | sat Vârciorova, comuna Bolvașnița      |                      |                            |            |                                               | Încărcați imagine | Raportați eroare |
| 51564.06.01                              | Cariera de epocă romană de la Vârciorova / ansamblu anonim (Categorie: exploatare/carieră) (Tip: carieră)                                     | sat Vârciorova, comuna Bolvașnița      |                      |                            |            |                                               | Încărcați imagine | Raportați eroare |
| 54546.01.01                              | Așezarea daco-romană de la Vermeș - La Slovaci / ansamblu anonim (Categorie: locuire) (Tip: Așezare)                                          | sat Vermeș, comuna Vermeș              | La Slovaci           |                            |            |                                               | Încărcați imagine | Raportați eroare |
| 54546.02.01                              | Așezarea daco-romană de la Vermeș - Grindu Petrii / ansamblu anonim (Categorie: locuire) (Tip: Așezare)                                       | sat Vermeș, comuna Vermeș              | Grindu Petrii        |                            |            |                                               | Încărcați imagine | Raportați eroare |
| 53693.10.01                              | Așezarea daco-romană de la Vrăniuț - Cărămidărie / ansamblu anonim (Categorie: locuire) (Tip: Așezare)                                        | sat Vrăniuț, comuna Răcășdia           | Cărămidărie          |                            |            |                                               | Încărcați imagine | Raportați eroare |
| 53693.08.01                              | Așezarea daco-romană de la Vrăniuț - Ogoară / ansamblu anonim (Categorie: locuire) (Tip: Așezare)                                             | sat Vrăniuț, comuna Răcășdia           | Ogoară               |                            |            |                                               | Încărcați imagine | Raportați eroare |
| 53693.09.01                              | Așezarea daco-romană de la Vrăniuț - Rovine / ansamblu anonim (Categorie: locuire) (Tip: Așezare)                                             | sat Vrăniuț, comuna Răcășdia           | Rovine               |                            |            |                                               | Încărcați imagine | Raportați eroare |
| 54519.02.01 (Cod LMI: CS-I-m-A-10893.03) | Situl arheologic de la Vărădia - "Dealul Chilii" / ansamblu anonim (Categorie: locuire) (Tip: Așezare fortificată)                            | sat Vărădia, comuna Vărădia            | Dealul Chilii        |                            | 1907       | 45°05′14″N 21°32′53″E / 45.08722°N 21.54806°E | Încărcați imagine | Raportați eroare |
| 54519.02.02 (Cod LMI: CS-I-m-A-10893.02) | Situl arheologic de la Vărădia - "Dealul Chilii" / ansamblu Arcidava (Categorie: locuire) (Tip: Castru de pământ)                             | sat Vărădia, comuna Vărădia            | Dealul Chilii        | romană sec. II - III       | 1907       | 45°05′14″N 21°32′53″E / 45.08722°N 21.54806°E | Încărcați imagine | Raportați eroare |
| 54519.02.03 (Cod LMI: CS-I-s-A-10893)    | Situl arheologic de la Vărădia - "Dealul Chilii" / ansamblu anonim (Categorie: locuire) (Tip: Locuire)                                        | sat Vărădia, comuna Vărădia            | Dealul Chilii        | dacică                     | 1907       | 45°05′14″N 21°32′53″E / 45.08722°N 21.54806°E | Încărcați imagine | Raportați eroare |
| 54519.02.04 (Cod LMI: CS-I-s-A-10893)    | Situl arheologic de la Vărădia - "Dealul Chilii" / ansamblu anonim (Categorie: locuire) (Tip: Necropolă)                                      | sat Vărădia, comuna Vărădia            | Dealul Chilii        |                            | 1907       | 45°05′14″N 21°32′53″E / 45.08722°N 21.54806°E | Încărcați imagine | Raportați eroare |
| 54519.02.05 (Cod LMI: CS-I-s-A-10893)    | Situl arheologic de la Vărădia - "Dealul Chilii" / ansamblu anonim (Categorie: locuire) (Tip: Așezare)                                        | sat Vărădia, comuna Vărădia            | Dealul Chilii        |                            | 1907       | 45°05′14″N 21°32′53″E / 45.08722°N 21.54806°E | Încărcați imagine | Raportați eroare |
| 54519.02.06 (Cod LMI: CS-I-s-A-10893)    | Situl arheologic de la Vărădia - "Dealul Chilii" / ansamblu anonim (Categorie: locuire) (Tip: Biserică)                                       | sat Vărădia, comuna Vărădia            | Dealul Chilii        | sec. XII                   | 1907       | 45°05′14″N 21°32′53″E / 45.08722°N 21.54806°E | Încărcați imagine | Raportați eroare |
| 54519.02.07 (Cod LMI: CS-I-s-A-10893)    | Situl arheologic de la Vărădia - "Dealul Chilii" / ansamblu anonim (Categorie: locuire) (Tip: Necropolă)                                      | sat Vărădia, comuna Vărădia            | Dealul Chilii        | sec. XIV-XV                | 1907       | 45°05′14″N 21°32′53″E / 45.08722°N 21.54806°E | Încărcați imagine | Raportați eroare |